# Мирославово Евангелие
Мирославово Евангелие (серб. Мирослављево јеванђеље) — рукописное Евангелие-апракос, написанное около 1180 года. Является древнейшим кириллическим памятником сербской письменности. Хранится в Национальном музее Сербии в Белграде. В 2005 году ЮНЕСКО включило Мирославово Евангелие в реестр «Память мира».

## История рукописи
Своё название рукопись получила благодаря записи писца — дьяка Григория, который оставил запись, что эта рукопись была написана им «златом» для князя Мирослава Завидовича, брата Стефана Немани, основателя династии Неманичей. Мирослав владел Хумской землёй и заказал Евангелие для построенной им церкви Святого Петра на Лиме в Биелом-Поле (сегодняшняя Черногория).
Рукопись была обнаружена в 1845—1846 году в афонском монастыре Хиландар архимандритом Порфирием (Успенским), который изъял из неё один лист (л. 165) и вывез его в Россию (хранился в собрании Российской национальной библиотеки в Санкт-Петербурге). О времени и обстоятельствах появления рукописи на Афоне точных данных нет, предполагается, что она была привезена основателем монастыря Хиландар князем Стефаном Немани (в монашестве Симеон), скончавшемся на Афоне в 1199 году. 
Попавший в Россию лист Мирославова Евангелия появился на исторической выставке в Киеве, где привлек внимание сербского фотографа Стояна Новаковича. Сербские научные круги проявили интерес к Мирославову Евангелию, после чего король Сербии Александр I Обренович в 1896 году посетил Хиландарский монастырь и погасил все его долги, а ему в знак благодарности были переданы различные реликвии, среди которых было и Мирославово Евангелие. 
В настоящее время рукопись хранится в Национальном музее Сербии. В 2007 году с 20 по 23 сентября Евангелие демонстрировалось перед алтарём храма Святого Саввы на Врачаре (Белград).
В 1897 году в Вене хромофототипическим способом Мирославово Евангелие издал Любомир Стоянович. Первыми исследователями рукописи стали русские специалисты В. В. Стасов, Ф. И. Буслаев и Н. П. Кондаков.
Во время переворота 1903 года книга таинственно исчезла, а затем так же таинственно появилась в королевском архиве. Во время Первой мировой войны Евангелие оказалось на острове Корфу, а затем вместе с сербской армией вернулось в Белград в 1918 году. Во время Второй мировой войны, когда было полностью уничтожено здание Национальной библиотеки Сербии вместе с собранием книг и бесценными коллекциями, древняя книга избежала гибели: накануне бомбардировки один из профессоров тайно унес ее домой для изучения.
На период выставки «Путями Мирославова Евангелия», проходившей в сербской столице в музее Вука и Доситея в марте 2015 года, из России была доставлена недостающая страница, и впервые памятник сербской и мировой культуры предстал в полном объеме. В октябре 2016 года Сербии была передана изготовленная вручную петербургскими специалистами копия недостающей страницы.
О том, что Россия возвращает Сербии 166-ю страницу Мирославова Евангелия, впервые было заявлено президентом Сербии Александром Вучичем на пресс-конференции с Владимиром Путиным 17 января 2019 года, хотя вопрос передачи Белграду оригинала недостающего листа древней рукописи обсуждался более 170 лет. В июле 2020 года президентом России был подписан закон о ратификации соглашения с Сербией о передаче 166-го  листа Мирославова Евангелия. Соответствующее решение было принято и парламентом Сербии в январе 2020 года. 
В 2020 году вырванный лист должен был быть передан Сербии в обмен на семь картин Николая Рериха, находившихся в Югославии с 1941 года.

## Описание

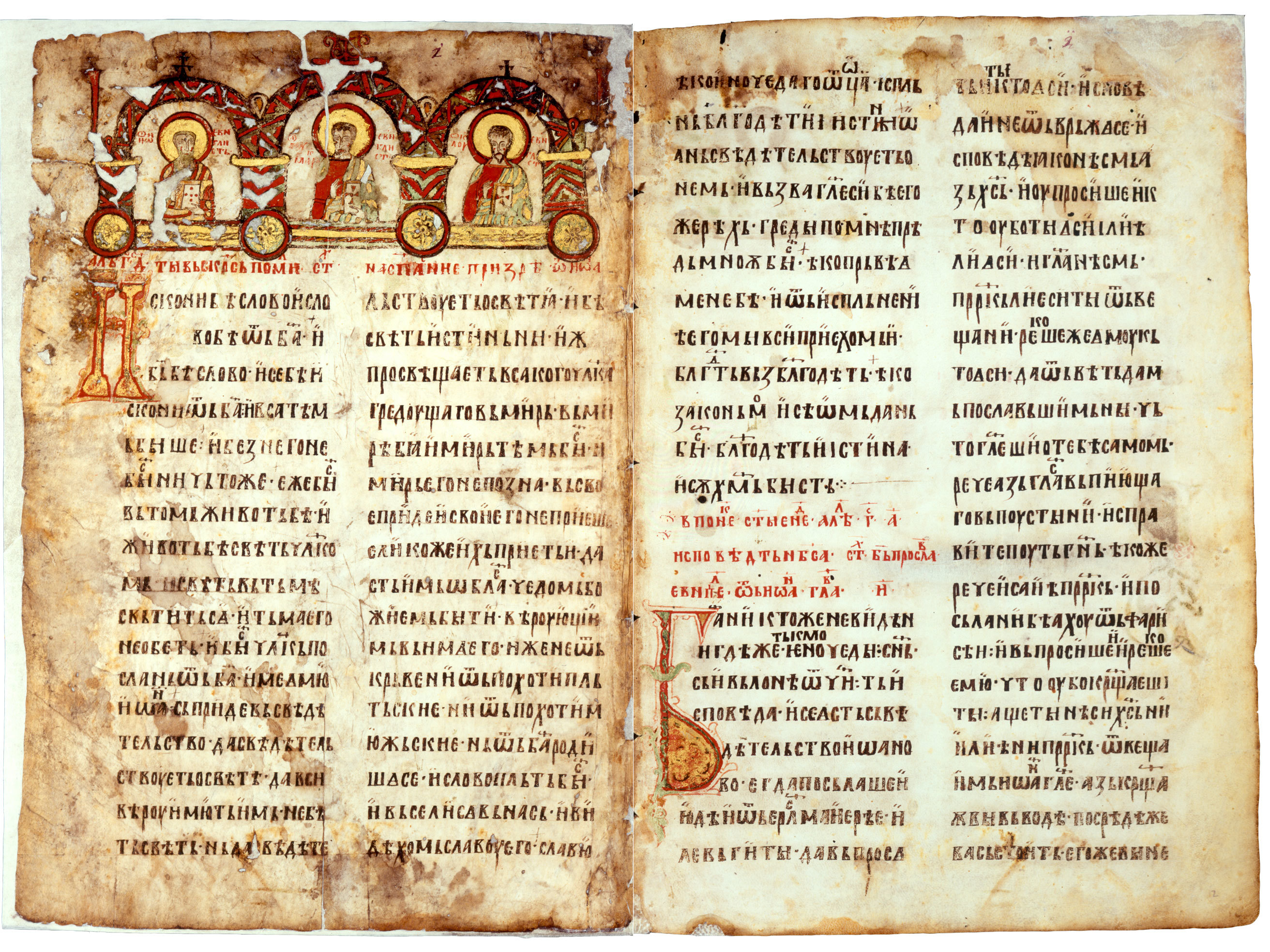
Первый разворот рукописи

Мирославово Евангелие состоит из 181 листа, написано на пергамене высокого качества. Текст написан двумя писцами в два столбца. Украшают рукопись заставки инициалы, превосходящие по своим художественным достоинствам другие славянские образцы своего времени. Они имеют романский характер и возможно были заимствованы из книг монастырей Апулии. Инициалы включают в себя изображения человеческих фигур, выполнены красками с применением золота. Рукопись заключена в деревянный переплёт, обтянутый коричневой кожей, который был создан в XV—XVI веках.
Мирославово Евангелие относится к полным апракосам. Его отличие от других полных апраксов состоит в том, что будние чтения из Евангелия от Марка в период от Пятидесятницы начинаются в нём на неделю раньше чем в других. Этот тип построения апракоса палеограф Л. П. Жуковская назвала Мирославовским.
Характерная особенность текста - одноеровое письмо (когда в рукописи применяется либо только ерь «Ь» либо только еръ «Ъ»). В рукописи везде стоит ерь «Ь» и графема еры «Ы» образована из «Ь» + «І», а не из «Ъ»+«І», как это часто делают в уставном кириллическом письме. Кроме того, диграф «Ы» имеет связку между «Ъ» и «І» (как в диграфах Ю, Ѥ, Ѩ и т.д.).

## Издания
Сербские полиграфисты приступили к репринтному изданию Мирославова Евангелия еще в 1993 году, но из-за распада и войн в Югославии работа была прервана, и завершена лишь через пять лет в ЮАР. Уникальное факсимильное издание, дополненное историей книги и научным комментарием, имело общий вес 10 кг и выпущено было в 300-х экземплярах. Два экземпляра были переданы в Россию – Святейшему Патриарху Алексию и ректору МГУ В. А. Садовничему. Часть экземпляров находится в главных национальных библиотеках Парижа, Мюнхена, Вашингтона, Нью-Йорка, Лондона.
Ещё одно факсимильное издание Мирославова Евангелия было представлено в России в июле 2019 года в рамках благотворительного культурно-православного российско-сербского проекта «Белый Ангел» на площадке Музея русской иконы. Организатор презентации факсимиле древнего манускрипта в России Евгения Стрига назвала Мирославово Евангелие «сияющим Евангелием» и рассказала, что издание было отпечатано в Австрии на специально изготовленной бумаге, имеющей защиту от старения и ультрафиолетового излучения. Главным отличием этого издания от предыдущего является то, что удалось воспроизвести сияние золота, которое не смогли повторить в ранних факсимильных копиях древнего манускрипта.